# 2手目△3二飛
2手目3二飛（にてめ さんに ひ）は将棋の戦法の一つ。三間飛車の後手番が用いる指し方で、先手の初手▲7六歩に対して△3二飛と飛車を振る。

## 戦法の特徴
| 9  | 8  | 7  | 6  | 5  | 4  | 3  | 2  | 1  |    |
| 香 | 桂 | 銀 | 金 | 王 | 金 | 銀 | 桂 | 香 | 一 |
|    |    |    |    |    |    | 飛 | 角 |    | 二 |
| 歩 | 歩 | 歩 | 歩 | 歩 | 歩 | 歩 | 歩 | 歩 | 三 |
|    |    |    |    |    |    |    |    |    | 四 |
|    |    |    |    |    |    |    |    |    | 五 |
|    |    | 歩 |    |    |    |    |    |    | 六 |
| 歩 | 歩 |    | 歩 | 歩 | 歩 | 歩 | 歩 | 歩 | 七 |
|    | 角 |    |    |    |    |    | 飛 |    | 八 |
| 香 | 桂 | 銀 | 金 | 玉 | 金 | 銀 | 桂 | 香 | 九 |

| 9  | 8  | 7  | 6  | 5  | 4  | 3  | 2  | 1  |    |
| 香 | 桂 | 銀 | 金 |    | 金 |    | 桂 | 香 | 一 |
|    |    |    | 王 |    |    | 飛 | 銀 |    | 二 |
| 歩 | 歩 | 歩 | 歩 | 歩 | 歩 |    | 歩 | 歩 | 三 |
|    |    |    |    |    |    | 歩 |    |    | 四 |
|    |    |    | 角 |    |    |    | 歩 |    | 五 |
|    |    | 歩 |    |    |    |    |    |    | 六 |
| 歩 | 歩 |    | 歩 | 歩 | 歩 | 歩 |    | 歩 | 七 |
|    |    |    |    |    |    |    | 飛 |    | 八 |
| 香 | 桂 | 銀 | 金 | 玉 | 金 | 銀 | 桂 | 香 | 九 |

先手が初手▲7六歩とした後、後手が石田流を目指した場合、従来は2手目で△3四歩とし、以降▲2六歩、△3五歩と進むが、研究が進んだ結果後手が作戦負けをすることが多かった。そこで後手が2手目で3筋に飛車を振り石田流を目指す指し方が創案された（図1）。以降、▲2六歩、△6二玉、▲2五歩、△3四歩と進む。その局面で先手は▲2二角成△同銀の角交換から▲6五角と打ち（図2）馬を作ることが可能であり、従来はそれで後手不利とされていたが、研究の結果、後手も指せることが分かり、2手目3二飛が新たな指し方としてプロに注目されることとなった。
先手側の対策としては3手目に▲9六歩と突くというものがあり、△9四歩との交換は後手少し苦しいとの判断が定説である。後手としては先手に▲9五歩と位を取らせることを許す展開となる。また、3手目に▲7七角と指し、相振り飛車を目指す対策もある。久保利明によると、2011年の時点で「先手が簡単によくなる順はない」という。

### 歴史
- 創案者はアマチュアから三段リーグ編入試験で関西奨励会に編入した今泉健司[6]。久保利明経由で関東に伝わる。谷川浩司は研究会で久保に指されたことによりこの指し方を知ったという[7]。
- 実戦では、長岡裕也が2007年12月11日の竜王戦6組で佐藤天彦を相手に公式戦で初めて用いた（結果は佐藤天彦の勝ち）[8]。その後、久保がA級順位戦で、羽生善治が朝日杯の準決勝で用いて注目を集めた[9]。この戦法により、今泉は奨励会員として初めて第35回升田幸三賞を受賞した。2010年の竜王戦決勝トーナメントで久保が丸山忠久相手に再度試みて千日手指し直し。久保が『久保の石田流』で本戦法を取り上げた2011年以降も研究・実戦例は続いており、新手も現れている。
- 2011年の竜王戦１組で佐藤康光が2手目△3二飛から4手目△4二銀とする新手を見せて木村一基に勝利。佐藤康は2018年の竜王戦1組・5位決定戦 でも本戦法で糸谷哲郎に勝利している[10] 。2011年のA級順位戦では谷川浩司が渡辺明を破る。2012年の王座戦第4局では羽生善治が渡辺明に採用して千日手指し直しとなっている。
- 2015年には土佐浩司[11]が所司和晴に採用し勝利。2017年には福崎文吾[12]、菅井竜也[13]が採用したが負けている。宮本広志も島本亮に採用したが、飛車を自陣に封じ込められた状態が続き、作戦負けで敗勢になったが[14]、終盤の先手に見落としがあり逆転勝ちした。
- 2018年には安用寺孝功[15]が南芳一に用いたが負けている。 2019年には鈴木大介[16]が、井上慶太に使用している。

### 評価
佐藤康光は、2手目3二飛は「論理的に不可能だと思っていた」と発言している。森内俊之は「コロンブスの卵的な大きな発見」と評している。
藤井猛は「実はこの手は昔研究したことがある。」と発言している。藤井は△3二飛に▲2六歩△6二玉▲2五歩△3四歩に▲4八銀△7二玉▲6八玉△3五歩となり石田流となるなら有力としているが、先手が初手▲2六歩とされると指せないとしている。
『イメージと読みの将棋観』ではこの他、谷川浩司は研究会で久保利明に指されたことがあり、そのときは△3二飛に▲2六歩△6二玉▲2五歩△3四歩に▲2二角成△同銀▲6五角△7四角▲4三角成△4七角成となり、結局は後手を手をとがめられずに馬をつくりあって囲い合いになったとし、こうして収まってしまえば先手不満という気と、ほかの公式戦もみて、感心したという。渡辺明は石田流に組ませても一局の将棋で、居飛車が角道を止める必要がないのでその1手を指さなくてすむとするが、△3二飛に▲2六歩△6二玉▲2五歩△3四歩のときに▲2二角成△同銀▲6五角△7四角▲4三角成△4七角成▲5八金右△7四馬を決行するかどうかは結構悩むといい、藤井猛もこの順で意外と難しい将棋としている。また2008年の王位戦で羽生善治が実際に採用し、2008年8月までにプロ公式戦での採用数13局のうち後手の5勝7敗1千日手という結果になっているとしている。

## 初手7八飛戦法
- 初手7八飛戦法は久保利明が第66期（2016年度）王将戦の七番勝負で、郷田真隆王将との対局で試み勝利した。久保は第76期（2017年度）Ａ級順位戦11回戦でも、深浦康市九段との対局で採用したが敗れている。また、第68期（2018年度）王将戦の七番勝負でも渡辺明に用いたが、左玉に構え右四間飛車に振り直し、陽動居飛車のような構想を見せた[18]。
- プロ棋士で最初に採用したのは真部一男とされる[19]。それ以外には、銀河戦などで土佐浩司が採用し勝利（次に▲7六歩から▲7七飛として8筋を受ける[注 1][注 2]、または▲7七角とした後に▲5九角と最下段まで引き、早石田に進める場合が多い[20]）、新人王戦で青嶋未来が採用している。
- 2017年度は、山本博志（当時三段）[21]、王座戦で菅井竜也[22]、朝日杯で竹内雄悟[23]が試みている。
- 門倉啓太も度々採用しており（▲7七桂から▲8五桂と跳ねる順を得意とする）[注 3]、「猫だまし戦法（初手の革命　7八飛戦法）」として「将棋世界」2013年10月号で解説している[注 4]。近年では、西田拓也や古森悠太が用いることが多く、西田は棋聖戦[24]はじめ10局以上（1千日手）[25]、古森も竜王戦[26]はじめ15局を超す実践例がある[27]。
- 2018年には里見香奈[28]が島本亮に使用、佐々木慎[29]が三枚堂達也に使用したがどちらも負け。佐々木も本戦法の採用が多い棋士であり、テレビ棋戦[30]でも視聴者に披露している。村田顕弘[31]にも数回の実践例がある。
- 2019年には西山朋佳[32]が、本戦法を奨励会でよく使った山本博志に対し使用したが負けている。山本博志自身も[33]、三枚堂達也などに対して使用している。西山は2020年度も複数の男性棋士を相手に度々試みている[34]。
- 2021年には桐山清澄が負ければ引退という大一番に本戦法を採用、中盤までは互角だったが攻め合い勝ちで最低でもあと1年の現役続行を勝ち取った[35]。